# هو ياوبانغ
هو ياوبانغ (بالصينية: 胡耀邦) النائب العام للحزب الشيوعي الصيني السابق (20 نوفمبر 1915 - 15 أبريل 1989) في جمهورية الصين الشعبية.

## روابط خارجية
- هو ياوبانغ على موقع IMDb (الإنجليزية)
- هو ياوبانغ على موقع الموسوعة البريطانية (الإنجليزية)
- هو ياوبانغ على موقع مونزينجر (الألمانية)
- هو ياوبانغ على موقع إن إن دي بي (الإنجليزية)